# Aironi Rugby
Aironi Rugby – profesjonalny włoski klub rugby union z siedzibą w Viadanie. Drużyna występuje w Lidze Celtyckiej oraz w Pucharze Heinekena, reprezentując regiony Emilia-Romania i Lombardia.

## Stadion
Drużyna rozgrywa swoje spotkania w Viadanie na Stadio Luigi Zaffanella mieszczącym po przebudowie 6000 osób, jednak ważniejsze spotkania odbywają się na Stadio Brianteo w Monza o pojemności 18,5 tys. widzów. Wcześniej na taki stadion typowany był Stadio Giglio w Reggio nell’Emilia z trybunami na blisko 30 tys. kibiców.

## Stroje
W pierwszym sezonie istnienia klubu drużyna przywdziewała stroje czarne (u siebie), białe (na wyjeździe), a na mecze Pucharu Heinekena zielone – wszystkie ze srebrnymi wstawkami. W następnym natomiast zaprezentowała niebieski zestaw na rozgrywki Pucharu Heinekena, z którego spodenki miały być również używane na mecze wyjazdowe w PRO 12, podczas gdy podstawowy czarny strój pozostał bez zmian.

## Historia

### Utworzenie
Po serii porażek reprezentacji seniorów Włoska Federacja Rugby w grudniu 2008 r. wyraziła zainteresowanie dołączeniem włoskich klubów do Ligi Celtyckiej w celu podniesienia jakości rugby w tym kraju. Swój akces do tych rozgrywek zgłosiły cztery kluby, spośród których pół roku później FIR wybrała dwa – Aironi i Praetorians Roma. Ten drugi został ostatecznie zastąpiony przez Benetton Treviso i oba zespoły po długich negocjacjach dołączyły do rozgrywek w sezonie 2010/2011. Drużyny te, mając zapewnione obydwa włoskie miejsca w Pucharze Heinekena, docelowo miały skupiać najlepszych włoskich zawodników oraz najbardziej obiecujących młodych graczy.
Klub został utworzony przede wszystkim na bazie Rugby Viadana, który objął 54% udziałów w nowym przedsięwzięciu, pozostali udziałowcy to: Rugby Colorno (15%), Gran Parma Rugby i Rugby Parma (po 10%), Rugby Noceto (5%) oraz Rugby Mantova, Rugby Modena i Rugby Reggio (po 2%). Oficjalne podpisanie dokumentów założycielskich miało miejsce 17 maja 2010.
Pierwszy mecz drużyna rozegrała 11 sierpnia 2010 przeciwko francuskiej drużynie Stade montois przegrywając 23:10, trzy dni później pokonując natomiast Bègles w stosunku 16:23. Zwyciężyła również w miniturnieju z udziałem GranDucato Parma Rugby i Crociati Rugby. W ostatnim towarzyskim meczu przed rozpoczęciem sezonu doznała dotkliwej porażki z Northampton Saints.

### Sezon 2010–2011
W lipcu 2010 roku został przedstawiony sztab szkoleniowy Aironi na czele z Franco Berninim. Rolę kapitana objął natomiast Quintin Geldenhuys. Pierwszy oficjalny mecz zespołu był jednocześnie ich debiutem w Lidze Celtyckiej – 4 września Aironi uległo Munster Rugby 33:17. Po przegranych ośmiu kolejkach Ligi Celtyckiej oraz dwóch w Pucharze Heinekena na początku listopada ze stanowiskiem pożegnał się dotychczasowy szkoleniowiec, a jego miejsce zajął Rowland Phillips, będący wcześniej trenerem obrony.
Miesiąc później zespół odniósł swoje pierwsze zwycięstwo w profesjonalnym sporcie – dzięki dropgolowi Juliena Laharrague w 78 minucie pokonali 28:27 finalistów poprzedniej edycji Pucharu Heinekena, Biarritz Olympique. Były to jednak jedyne punkty, jakie uzyskał zespół w tych rozgrywkach, kończąc je na ostatnim miejscu w grupie, w której grały też drużyny Ulster i Bath.
Podobna sytuacja wystąpiła w Lidze Celtyckiej – jedyne zwycięstwo drużyna odniosła 26 marca 2011 pokonując Connacht. W tych rozgrywkach również zajęła ostatnie miejsce, uzyskała jednak osiem bonusowych punktów za przegrane nie więcej niż siedmioma punktami.

### Sezon 2011–2012
Kapitanem na ten sezon został wybrany Marco Bortolami, który prowadził już drużynę w jedenastu spotkaniach poprzedniego sezonu.
W Lidze Celtyckiej zespół zajął ostatnie miejsce w tabeli wygrawszy cztery spotkania: z Edynburgiem, Treviso, Connacht i Munster, zdobywając dodatkowo sześć bonusowych punktów.
W rozgrywkach pucharowych, mając za przeciwników ASM Clermont Auvergne, Leicester Tigers i ponownie Ulster, drużyna przegrała wszystkie spotkania, również w tym sezonie kończąc rozgrywki grupowe na ostatnim miejscu, w spotkaniu z Francuzami tracąc dwanaście przyłożeń.

## Sezony
| Sezon      | Lokata | Mecze | Wygr | Rem | Por | Pkt. zdob. | Pkt. stra. | Pkt. bonus | Punkty |
| ---------- | ------ | ----- | ---- | --- | --- | ---------- | ---------- | ---------- | ------ |
| LC 2010/11 | 12     | 22    | 1    | 0   | 21  | 247        | 517        | 8          | 12     |
| PH 2010/11 | 4      | 6     | 1    | 0   | 5   | 65         | 211        | 0          | 4      |
| LC 2011/12 | 12     | 22    | 4    | 0   | 18  | 289        | 551        | 6          | 22     |
| PH 2011/12 | 4      | 6     | 0    | 0   | 6   | 51         | 274        | 0          | 0      |